# قلمرو کالهی
قلمرو کالهی (به لاتین: Kalehe Territory) یک منطقهٔ مسکونی در جمهوری دموکراتیک کنگو است که در سود کیوو واقع شده‌است. قلمرو کالهی ۵٬۱۲۶ کیلومتر مربع مساحت و ۴۶۲٬۴۶۵ نفر جمعیت دارد.